# Iain Exner
Pour les articles homonymes, voir Exner.
Pas d'image ? Cliquez ici

a Compétitions nationales et continentales officielles uniquement.

b Matchs officiels uniquement.
Dernière mise à jour le 19 mai 2025.
Iain Exner, né le 9 avril 1979 en Saskatchewan au Canada, est un joueur de rugby à XV évoluant au poste de pilier. Il représente l'équipe du Canada en 2005.

## Statistiques internationales
- 2 sélections avec l'équipe du Canada
- Sélections par année : 2 en 2005.
- Participation à la Coupe du monde de rugby à XV : aucune.